# Waclaw Szybalski
Wacław Szybalski (Leópolis, 9 de setembro de 1921 - Madison, 16 de dezembro de 2020) foi um médico e professor de oncologia polonês. Foi docente no McArdle Laboratory for Cancer Research, da Escola Médica da Universidade de Wisconsin-Madison.

## Biografia
Wacław Szybalski nasceu em 9 de setembro de 1921, em Leópolis, quando a mesma ainda era localizada na Polônia, no seio de uma família intelectualizada. Seu pai, Stefan, foi um engenheiro e sua mãe, Michalina née Rakowska foi doutora em química.  A rede de contato mantida pela família Szybalski era extensa e rodeada por intelectuais, incluía nomes como Jan Czekanowski, considerado o pai da antropologia polonesa e o biólogo Rudolf Weigl.
Em 1939, concluiu o ginásio no colégio Nº 8, conhecido colégio em Leópolis. Durante a Segunda Guerra Mundial, sua cidade Leópolis foi ocupada pela União Soviética.  Durante esse contexto de instabilidade, iniciou sua carreira acadêmica no curso de química da Universidade Politécnica Nacional de Lviv, onde foi aluno de Adolf Joszt sobre técnicas de fermentação. Joszt já tinha uma visão de desenvolver a ciência na direção da engenharia genética e da biotecnologia, o que teve uma influência direta no futuro desenvolvimento científico de Szybalski. Em 1941, a cidade de Szybalski foi ocupada por nazistas. Szybalski sobreviveu à ocupação trabalhando como alimentador de piolhos no instituto de pesquisa de tifo de Rudolf Weigl.
No ano de 1950, deixou a Polônia para emigrar para os Estados Unidos. Tronou-se professor de Oncologia no McArdle Laboratory for Cancer Research, da Escola Médica da Universidade de Wisconsin-Madison.
Por sua iniciativa, em 2007 foi criada a Fundação Professor Wacław Szybalski, cujo objetivo é atuar para fortalecer o prestígio internacional da ciência polonesa e da cidade de Leópolis.
Em 2011, ele foi agraciado com a Grã-Cruz da Ordem da Polônia pelo Presidente da República da Polônia, Bronisław Komorowski, por notáveis realizações no trabalho científico e de pesquisa no campo da biotecnologia e genética, e pelo ensino.
No ano de 2014, tornou-se um dos membros da Fundação de Eminentes Cientistas de Origem e Ancestrais Poloneses (Kosciuszko Foundation).

## Morte
Szybalski morreu em dezembro de 2020, aos 99 anos.